# Paradise Papers

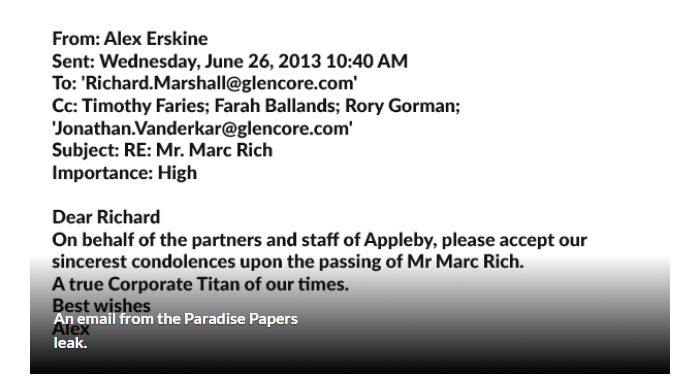
E-mail de condoleanțe la decesul fondatorului Glencore, Marc Rich, în Paradise Papers

Paradise Papers este un set de 13,4 milioane de documente electronice confidențiale referitoare la investițiile în larg care au fost scoase la ziarul german Süddeutsche Zeitung. Ziarul le-a trimis la Consorțiul Internațional al Jurnaliștilor de Investigație, iar unele detalii au fost făcute publice pe 5 noiembrie 2017. Documentele provin de la firma de avocatură offshore Appleby, furnizorii de servicii corporative Estera și Asiaciti Trust și registrele de afaceri din 19 jurisdicții fiscale. Acestea conțin numele a peste 120.000 de persoane și companii. Printre cei ale căror afaceri financiare se numără regina Elizabeta, președintele Columbiei Juan Manuel Santos și secretarul de comerț al Statelor Unite, Wilbur Ross.

## Condiții
La 20 octombrie 2017, un utilizator anonim Reddit a sugerat existența documentelor Paradise.  Mai târziu în acea lună, Consorțiul Internațional al Jurnaliștilor de Investigații (ICIJ) s-a adresat firmei de avocați offshore Appleby cu acuzații de nelegiuire. Appleby a spus că unele dintre datele sale fuseseră furate într-o cibernetizare în anul precedent și au negat acuzațiile ICIJ. După publicarea documentelor, compania a declarat că nu există "nicio dovadă de contravenție", că ei "sunt o firmă de avocatură care îi sfătuiește pe clienți prin cai legale și legitime să își desfășoare afacerea" și că "nu tolerează comportament ilegal ".  Deși raportul de presă se referă la documente ca fiind "scurgeri", Appleby a emis o serie de declarații publice, insistând că firma "nu a făcut obiectul unei scurgeri, ci a unui act criminal grav" și că "Acesta a fost un computer ilegal Sistemele noastre au fost accesate de un intrus care a implementat tactica unui hacker profesionist ". .  Although press reports referred to the documents as being "leaked" Appleby issued a series of public statements insisting that the firm "was not the subject of a leak but of a serious criminal act", and that "This was an illegal computer hack. Our systems were accessed by an intruder who deployed  the tactics of a professional hacker".
Documentele au fost obținute de ziarul german Süddeutsche Zeitung , care a obținut, de asemenea, documentele Panama în 2016. Potrivit BBC, numele "Paradise Papers" reflectă "profilurile idilice ale multor jurisdicții offshore ale căror lucrări sunt dezvăluite" așa-numitele paradisuri fiscale sau "paradisuri fiscale" implicate.  BBC notează de asemenea că numele "coincide cu termenul francez pentru un paradis fiscal ".  Datele cuprind aproximativ 13,4 milioane de documente - în valoare totală de aproximativ 1,4 terabiți - de la doi furnizori de servicii offshore, Appleby și Asiaciti Trust, și din registrele companiilor a 19 paradisuri fiscale.   Jurnaliștii Süddeutsche Zeitung au contactat ICIJ, care a investigat documentele cu 100 de parteneri media. Consorțiul a pus datele la dispoziția partenerilor media utilizând Neo4j, o platformă de baze de date grafice pentru date conectate și un software de vizualizare a graficelor Linkurious  , care permite jurnaliștilor din toată lumea să întreprindă activități de investigație colaborativă. Documentele au fost eliberate de consorțiu la 5 noiembrie 2017. 
Gavin St Pier, un deputat ales al paradisului fiscal Guernsey , a declarat că "acoperirea face parte dintr-o campanie bine organizată și continuă". El a precizat, de asemenea, că, în ciuda faptului că deține informații de la 2016, calendarul eliberării a fost întârziat în mod deliberat, pentru a coincide cu reuniunea miniștrilor de finanțe ai UE, înainte de discuția propusă despre o listă neagră a taxelor.